# Derivată parțială
În matematică, derivata parțială a unei funcții de mai multe variabile este derivata în funcție de una din acele variabile, în condițiile în care celelalte variabile sunt ținute constante (spre deosebire de derivata totală, la care toate variabilele pot varia). Derivatele parțiale sunt prezente în analiza vectorială și geometria diferențială. Ele apar în ecuații cu derivate parțiale.
Derivata parțială a unei funcții f în funcție de variabila x este scrisă ca {\displaystyle \textstyle {\frac {\partial f}{\partial x}}}, dar se folosesc și notații compacte precum {\displaystyle \partial _{x}f} sau {\displaystyle f_{x}}. Simbolul derivatei parțiale, ∂, este o literă rotunjită, deosebindu-se de simbolul d drept cu care se notează derivata obișnuită. Notația se datorează lui Legendre și a devenit universal acceptată după ce a fost reintrodusă de Jacobi.

## Exemple

### Geometrie
Un exemplu din geometrie poate fi dat în legătură cu mărimile arie sau volum. 
Volumul V al unui con depinde de înălțimea h și raza r a bazei conului, conform formulei:
{\displaystyle V(r,h)={\frac {r^{2}h\pi }{3}}.}
Derivata parțială a lui V în funcție de r este
{\displaystyle {\frac {\partial V}{\partial r}}={\frac {2rh\pi }{3}}.}
Ea descrie rata cu care volumul unui con se modifică dacă raza sa este crescută, ținând înălțimea constantă. Derivata parțială în funcție de h este
{\displaystyle {\frac {\partial V}{\partial h}}={\frac {r^{2}\pi }{3}}}
și reprezintă coeficientul senzitivitate al volumului dacă se modifică înălțimea, ținând raza constantă.

### Fizica matematică și alte domenii
Ecuațiile care implică derivatele parțiale ale unei funcții necunoscute se numesc ecuații diferențiale cu derivate parțiale și sunt întâlnite în fizică, inginerie, și alte științe și discipline aplicate. 
Un exemplu din termodinamica sistemelor multicomponente e dat mai jos pentru energie liberă Gibbs molară și potențial chimic:
{\displaystyle {\bar {G_{2}}}=G+(1-x_{2})\left({\frac {\partial G}{\partial x_{2}}}\right)_{\frac {x_{1}}{x_{3}}}}
Se exprimă fracție molară a unor componenți ca funcții de ale altor componenți:
{\displaystyle x_{1}={\frac {1-x_{2}}{1+{\frac {x_{3}}{x_{1}}}}}}
{\displaystyle x_{3}={\frac {1-x_{2}}{1+{\frac {x_{1}}{x_{3}}}}}}
Câturi diferențiale pot fi formate la rapoarte constante ca cele de mai sus:
{\displaystyle \left({\frac {\partial x_{1}}{\partial x_{2}}}\right)_{\frac {x_{1}}{x_{3}}}=-{\frac {x_{1}}{1-x_{2}}}},
{\displaystyle \left({\frac {\partial x_{3}}{\partial x_{2}}}\right)_{\frac {x_{1}}{x_{3}}}=-{\frac {x_{3}}{1-x_{2}}}}
Rapoarte X, Y, Z de fracții molare pentru sisteme ternare și multicomponente:
{\displaystyle X={\frac {x_{3}}{x_{1}+x_{3}}}}
{\displaystyle Y={\frac {x_{3}}{x_{2}+x_{3}}}}
{\displaystyle Z={\frac {x_{2}}{x_{1}+x_{2}}}}
pentru rezolvarea de EDP ca:
{\displaystyle \left({\frac {\partial \mu _{2}}{\partial n_{1}}}\right)_{n_{2},n_{3}}=\left({\frac {\partial \mu _{1}}{\partial n_{2}}}\right)_{n_{1},n_{3}}}

## Notații
Pentru următoarele exemple, fie f o funcție în x, y și z. 
Derivatele parțiale de ordinul întâi:
{\displaystyle {\frac {\partial f}{\partial x}}=f_{x}=\partial _{x}f.}
Derivatele parțiale de ordinul al doilea:
{\displaystyle {\frac {\partial ^{2}f}{\partial x^{2}}}=f_{xx}=\partial _{xx}f.}
Derivatele parțiale mixte de ordinul al doilea:
{\displaystyle {\frac {\partial ^{2}f}{\partial y\,\partial x}}=f_{xy}=\partial _{xy}f.}
Derivatele parțiale de ordin superior:
{\displaystyle {\frac {\partial ^{i+j+k}f}{\partial x^{i}\,\partial y^{j}\,\partial z^{k}}}=f^{(i,j,k)}.}
În cazul funcțiilor cu mai multe variabile, unele din aceste variabile pot fi legate unele de celelalte, și ar putea fi necesar să se specifice explicit care variabile sunt considerate constante. În domenii cum ar fi mecanica statistică, derivata parțială a lui f în raport cu x, când y și z sunt constante, sunt adesea exprimate astfel:
{\displaystyle \left({\frac {\partial f}{\partial x}}\right)_{y,z}.}

## Definiție și proprietăți
Ca și derivata obișnuită, derivata parțială se definește ca o limită. Fie U o submulțime deschisă a lui Rn și f : U → R o funcție. Se definește derivata parțială a lui f în punctul a = (a1, ..., an) ∈ U în raport cu variabila a i-a xi ca:
{\displaystyle {\frac {\partial }{\partial x_{i}}}f(\mathbf {a} )=\lim _{h\rightarrow 0}{f(a_{1},\dots ,a_{i-1},a_{i}+h,a_{i+1},\dots ,a_{n})-f(a_{1},\dots ,a_{n}) \over h}}
Chiar dacă toate derivatele parțiale {\displaystyle {\frac {\partial f}{\partial x_{i}}}(a)} există într-un punct a, funcția derivată nu este automat sau în mod necesar continuă în acel punct. Totuși, dacă toate derivatele parțiale există într-o vecinătate a lui a și sunt continue în acea vecinătate, atunci f este derivabilă total în acea vecinătate și derivata totală este continuă. În acest caz, se spune că f este o funcție de clasă C1. Se poate folosi acest fapt pentru a generaliza pentru funcții vectoriale (f : U → R'm), folosind un argument pe componente.
Derivata parțială {\displaystyle {\frac {\partial f}{\partial x}}} poate fi văzută ca o altă funcție definită pe U care poate fi mai departe derivată parțial. Dacă toate derivatele parțiale mixte de ordinul doi sunt continue într-un punct (sau pe o mulțime), funcția f se numește funcție de clasă C2 în acel punct (sau pe acea mulțime); în acest caz, derivatele parțiale pot fi interschimbate conform teoremei lui Clairaut:
{\displaystyle {\frac {\partial ^{2}f}{\partial x_{i}\,\partial x_{j}}}={\frac {\partial ^{2}f}{\partial x_{j}\,\partial x_{i}}}.}

## Derivatele parțiale și  derivarea funcțiilor implicite
Derivatele parțiale ale funcții de mai multe variabile pot apărea în ecuațiile implicite din definiția unor funcții implicite. Acestea relaționează una din variabile, considerată ca funcție, cu celelalte, considerate ca argumente ale funcției. De exemplu ecuația implicită pentru cercul unitate e {\displaystyle x^{2}+y^{2}-1=0.} Aici y e funcție implicită de x dacă −1 ≤ x ≤ 1 și y e restrâns la valori nenegative.
Dacă R(x, y) = 0,  derivata funcției implicite y(x) e :§11.5
{\displaystyle {\frac {dy}{dx}}=-{\frac {\,{\frac {\partial R}{\partial x}}\,}{\frac {\partial R}{\partial y}}}=-{\frac {R_{x}}{R_{y}}}\,,}
unde Rx și Ry indică derivată parțială a R în raport cu x și y.
Formula de mai sus se obține din regula derivării funcțiilor compuse pentru derivata totală — în funcție de x — în ambii membri ai R(x,y) = 0:
{\displaystyle {\frac {\partial R}{\partial x}}{\frac {dx}{dx}}+{\frac {\partial R}{\partial y}}{\frac {dy}{dx}}=0\,,}
așadar
{\displaystyle {\frac {\partial R}{\partial x}}+{\frac {\partial R}{\partial y}}{\frac {dy}{dx}}=0\,,}
care, rezolvată în dy/dx ca ecuație liniară, dă expresia de mai sus.
Pentru funcțiile implicite de mai mult de două variabile R(x, y, z,...) = 0 sau    R(x_1, x_2, x_3, ...) = 0, obținerea derivatelor parțiale în funcție de variabilele independente se poate face tot prin diferențierea implicită a ecuației implicite care definește o variabilă ca funcție de variabilele independente. În loc de o singură egalitate ca mai sus, se obțin un număr de egalități egale cu numărul variabilelor independente egal cu numărul derivatelor parțiale.